# Stazione di Hinoharu
La stazione di Hinoharu (日野春駅?, Hinoharu-eki) è una stazione ferroviaria della città di Hokuto, nella prefettura di Yamanashi, e serve la linea linea principale Chūō della JR East. Dista 160,1 km dal capolinea di Tokyo, e si trova a 518 m sul livello del mare.

## Linee
East Japan Railway Company
■ Linea principale Chūō

## Struttura
La stazione è dotata di una banchina a isola e una laterale, tre binari passanti in superficie. 
| 1-2 | ■ Linea principale Chūō | per Kobuchizawa e Matsumoto |
| 2-3 | ■ Linea principale Chūō | per Kōfu, Shinjuku e Tokyo  |

## Stazioni adiacenti
| «                     | Servizio              | »                     |
| Linea principale Chūō | Linea principale Chūō | Linea principale Chūō |
| --------------------- | --------------------- | --------------------- |
| Anayama               | -                     | Nagasaka              |